# 张维宁
张维宁（1958年7月—），男，北京人，中华人民共和国政治人物。

## 生平
1982年毕业于合肥工业大学半导体器件专业。在职毕业于武汉大学国民经济学硕士专业。1997年，担任河南省计委工业经济处处长。2008年，任河南省发展和改革委员会主任。2013年，担任河南省政协副主席。同年八月，担任河南省人民政府副省长。2018年1月，任河南省人大常委会副主任。2018年2月24日，当选为第十三届全国人大代表。2022年1月，卸任省人大常委会副主任职务。